# Mansoura Ez Eldin
Mansoura Ez Eldin (en árabe, منصورة عزّ الدين) (Delta del Nilo, 1976) es una periodista y escritora egipcia.  

## Trayectoria
Nació en 1976 en una aldea del delta de Nilo. Quedó huérfana de padre con 9 años; sin embargo su madre, una mujer fuerte e independiente, se ocupó de que consiguiera su sueño de acceder a estudios superiores. Con 18 años ingresó en la Universidad de El Cairo para matricularse en Periodismo y se graduó en 1998. Al tiempo que trabajaba para la televisión egipcia, se dedicó también a la escritura de cuentos y artículos en diversos periódicos y revistas, como el semanario literario Akhbar al-Adab (أخبار الأدب, Noticias de literatura), del que actualmente es coeditora junto a su marido el también escritor Yasser Abdel Hafez. Ha publicado asimismo artículos semanales de crítica literaria.
Durante la Revolución Egipcia de 2011 participó en los acontecimientos y manifestaciones de la Plaza Tahrir, tras lo cual se apartó temporalmente de su obra de ficción y se dedicó sobre todo a escribir reportajes acerca del desarrollo de la Primavera Árabe en periódicos como el New York Times y el Neue Zürcher Zeitung. Además de su militancia en la causa revolucionaria, también se ha implicado en cuestiones políticas y sociales como el racismo, la pobreza, la defensa de los derechos de las mujeres, la denuncia de tabúes y normas sociales discriminatorios o la lucha contra los estereotipos, tanto dentro de Egipto como desde Occidente hacia el Mundo árabe.

## Obra
Ha publicado dos colecciones de relatos: Ḍawʼ muhtazz (ضوء مهتزّ, La luz vibrante), en 2001, y Nahu al-yanún (نحو الجنون, Hacia la locura), en 2013, con el que al año siguiente ganó el premio concedido por la Feria Internacional del Libro de El Cairo. Cuenta en su haber también con cuatro novelas. La primera, Matāhat Maryam (متاهة مريم, El laberinto de Maryam), de 2004, acerca de una joven en busca de su lugar en el mundo, aborda el tema desde la perspectiva de quien ha roto con las ataduras de la tradición y la religión, pero a la vez reúne un conjunto de sueños y pesadillas en los que la autora recorre las costumbres y creencias ancestrales de la sociedad egipcia contemporánea. La segunda de sus novelas, Warāʼ al-firdaws (وراء الفردوس, Más allá del paraíso), de 2009, es la historia -focalizada en el sufrimiento de las mujeres- de una saga familiar del delta del Nilo en la que están muy presentes los conflictos entre las clases sociales, las religiones y entre el campo y la ciudad. Quedó finalista en la tercera edición del Premio Internacional de Ficción en Árabe y supuso la consagración de la autora. La tercera, Jabal al-zumurrud (جبل الزمرد, La montaña Esmeralda) se publicó en 2014 y en ella aparece entrelazado el realismo de los acontecimientos de la plaza Tahrir en 2011 con la fantasía de las historias de Las mil y una noches. En 2017 apareció Akhyilat al-ẓill (أخيلة الظل, Fantasías de la sombra), en la que la ciudad de Praga sirve de escenario para que los protagonistas -dos amantes de la escritura- se conozcan. Su última publicación hasta el momento es Maʼwá al-ghiyāb (مأوى الغياب, El refugio de la ausencia), de 2018, una colección de historias cortas interconectadas.
En 2009 fue elegida para figurar en la lista Beirut39, una selección de los 39 autores árabes menores de 40 años más prometedores.
Parte de su obra está traducida al inglés, francés, alemán, italiano, esloveno, chino y español.